# Emilia Docet
Emilia Docet (Vigo, 1915 - 1995) fue ganadora del concurso de Miss España en 1933.

## Biografía
Hija de gallego y peruana, estaba emparentada con la familia de Xosé Núñez Búa, fundador del Partido Galeguista. Estudió para perito mercantil en Vigo. Destacaba también como nadadora en los tiempos de la República, además pertenecía a la disciplina del Club Marítimo de Vigo.
Se presentó al concurso de Miss España en 1933, en aquella época llamado Señorita España, en una edición que patrocinaba el periódico Ahora. El 14 de febrero de 1933 ganó la final de dicho certamen en Madrid. Meses más tarde se presentó también al concurso de Miss Europa, que se celebraba en Madrid, frente a otras trece modelos europeas y quedó como dama de honor. El triunfo fue para la rusa Tatiana Maslova. Posteriormente ejerció como modelo publicitaria para las galletas Pitusín, de la empresa La Peninsular, que tenía su fábrica en Tuy.
Fue simpatizante del Partido Galeguista en su agrupación local de Vigo, unas semanas después de vencer en Madrid (16 de junio) recibió un homenaje del partido en el Hotel Miño de Orense, al cual asistieron entre otros Vicente Risco, Ramiro Isla Couto, Leuter González, Álvaro Cunqueiro, Manuel Luís Acuña, Ramón Otero Pedrayo, Eduardo Blanco Amor, Miguel Valencia Fernández, Roberto Vázquez Monxardín y Manuel Peña Rey. Durante su actividad política visitó al ministro de Agricultura republicano para que les levantase el embargo a los 7.000 campesinos gallegos avalistas del préstamo estatal concedido para construir el matadero de Porriño. También fue la única mujer que intervino en el primer Mitin de las Arengas, acto público del Partido Galeguista celebrado el 25 de julio de 1934 en Santiago de Compostela.